# خودکشی و اینترنت
خودکشی و اینترنت به گونه‌ای با هم تنیده شده‌اند که گزارش شده اینترنت، که بهره‌گیری از آن در جهان همواره در حال گسترش است، خودکشی‌های توافقی بی‌شماری را سبب شده و در شبکه‌های اجتماعی توجه زیادی را به خود جلب کرده‌است. در پژوهشی مشخص شد افرادی که در معرض خطر خودکشی هستند و در اینترنت به دنبال اطلاعات دربارهٔ خودکشی می‌گردند، در مقایسه با دیگر افراد عادی که از اینترنت بهره می‌برند اما به دنبال اطلاعات دربارهٔ خودکشی نیستند، نشانه‌های انجام عمل خودکشی بیش‌تر و درخواست یاری کم‌تر و همچنین، حمایت اجتماعی کم‌تری داشته‌اند. حوزه‌های قضایی گاهی دولت‌ها را از محدود کردن دسترسی کاربران به وبسایت‌های طرفدار خودکشی یا آن‌ها که به توضیح و توصیف گونه‌های روش‌های خودکشی می‌پردازند، منع کرده‌اند. یک وب‌سایت اسرائیلی به نام SAHAR در تلاش بود تا به منظور پیشگیری از خودکشی به بازدیدکنندگان، گفتگوهای حمایتی ارائه کند و در صورت لزوم آن‌ها را به مراجع دارای صلاح برای یاری‌رسانی ارجاع دهد. پلیس بریتانیا در سال ۲۰۰۸ طی گزارشی اعلام کرد "کالت‌های اینترنتی" و میل به دست آوردن یادبودهای اینترنتی ممکن است سبب تشویق به خودکشی شوند. با آنکه نگرانی‌هایی وجود دارد که اینترنت ممکن است برای کسانی که به قصد پایان دادن به زندگی خود به دنبال یافتن اطلاعات دربارهٔ خودکشی و روش‌های انجام آن هستند، خطرناک باشد، پژوهش‌ها نشان داده‌اند که اینترنت ممکن است حتی مفید و مثبت هم واقع شود.